# Antinoos (Mythologie)
Antinoos (altgriechisch Ἀντίνοος Antínoos) ist eine Figur aus Homers Heldenepos Odyssee. Er war der Sohn des Eupeithes und wird in diesem Werk der griechischen Mythologie als der bedeutendste und unverschämteste der Freier Penelopes dargestellt und schließlich von ihrem nach 20 Jahren Abwesenheit heimgekehrten Gatten Odysseus getötet.

## Rolle in der Odyssee
Nachdem Odysseus, König von Ithaka, am Krieg gegen Troja teilgenommen hatte, irrte er nach dem Fall dieser Stadt aufgrund der Missgunst Poseidons auf seiner Heimreise noch sehr lange auf den Meeren herum. Als er schließlich 16 Jahre von seiner Heimat abwesend war, bildete sich eine Gruppe vornehmer Leute aus Ithaka, die Odysseus’ treuer Gattin Penelope den Hof machten, sich im Haus des tot geglaubten Helden niederließen und dessen Besitz verprassten. Antinoos, Sohn des ithakesischen Adligen Eupeithes, war der mächtigste und penetranteste unter den Freiern und trachtete auch nach der Herrschaft über die Insel. Telemachos, der junge Sohn von Odysseus und Penelope, stand anfangs dem schändlichen Treiben der Freier ohnmächtig gegenüber, trat aber drei Jahre später gegen diese entschlossener auf, nachdem er von seiner Schutzgöttin Athene Ratschläge erhalten hatte. Auf einer von ihm einberufenen Volksversammlung forderte er die Freier allerdings vergeblich auf, endlich wieder sein Haus zu räumen. Antinoos verlangte stattdessen, Telemachos solle seine Mutter zu ihrem Vater Ikarios zurückschicken, damit dieser sie neu verheiratet. Telemachos wollte Penelope aber keinesfalls gegen ihren Willen des Hauses verweisen.
Nach dem ergebnislosen Verlauf der Volksversammlung begab sich Telemachos auf eine Erkundungsreise nach Pylos und von da weiter nach Sparta zu König Menelaos, um Informationen über den Verbleib seines Vaters einzuholen. Die Freier waren überrascht, dass Telemachos überhaupt die Abreise gelungen war und sahen in ihm ein ihren Absichten zunehmend gefährliches Hindernis. Antinoos entwickelte den Plan, ein Schiff auszurüsten und Telemachos während dessen Heimkehr auf See zu überfallen und zu ermorden. Er war auch der Leiter bei der Ausführung dieses Attentats, wobei er Unterstützung von 20 Männern erhielt. Doch aufgrund von Athenes Warnung entging Telemachos dem Hinterhalt, gelangte glücklich zurück nach Ithaka und ging zum treuen Schweinehirten Eumaios. In dessen Hütte war der inzwischen nach 20 Jahren unbemerkt heimgekehrte Odysseus bereits eingetroffen und gab sich seinem Sohn zu erkennen.
Als die Freier von Telemachos’ Rückkehr erfuhren, plädierte Antinoos dafür, ihn erneut zu beseitigen zu versuchen; denn der Jüngling stelle für sie eine Bedrohung dar, wenn er der Volksversammlung von ihrem misslungenen Attentat auf ihn berichten würde. Doch sein Vorschlag wurde aufgrund des Eingreifens des friedfertigen Amphinomos nicht in die Tat umgesetzt. Bald danach ließ Odysseus sich, als Bettler verkleidet, von Eumaios in seinen Palast geleiten und wurde in dieser Maskerade von keinem der Freier erkannt. Der hochmütige Antinoos, den die Anwesenheit des „Bettlers“ störte, machte Eumaios Vorwürfe, dass er diesen Bittsteller hergebracht hatte. Er warf nach einem heftigen Wortwechsel sogar einen Schemel gegen die Schulter des Odysseus. Dieser ließ die Beleidigung vorläufig ungestraft über sich ergehen, wurde jedoch später von Antinoos zum Faustkampf mit einem anderen Bettler namens Iros gereizt, der Odysseus geschmäht und einzuschüchtern versucht hatte. Odysseus ging aber aus dem Kampf rasch als Sieger hervor und demonstrierte so den Freiern erstmals seine Körperkraft.
Am nächsten Tag kam es schließlich während eines Bogenschützenwettbewerbs, bei dem der Sieger Penelopes Hand erhalten sollte, zur entscheidenden Auseinandersetzung zwischen Odysseus und den Freiern. Letztere scheiterten bei ihrem Bemühen, den großen Bogen des Eurytos, den Odysseus einst von Iphitos geschenkt bekommen hatte, zu spannen. Antinoos wollte zunächst mit einer schlauen Ausrede die Entscheidung verschieben. Doch nun bat Odysseus, ebenfalls am Wettkampf teilnehmen zu dürfen. Auf dieses Ansinnen reagierten die Freier zornig und besorgt. Antinoos, der noch immer über Odysseus’ wahre Identität im Unklaren war, suchte mit bitter-höhnischen Worten, allerdings vergeblich, zu verhindern, dass der „Fremdling“ eine Chance erhielt. Nach einem Meisterschuss hielt der heimgekehrte ithakesische König eine kurze unheilkündende Rede. Daraufhin tötete er als ersten Feind Antinoos, der gerade aus einem Weinkrug trinken wollte, durch einen Pfeilschuss in die Kehle. Auch sämtliche anderen Freier wurden von Odysseus mit Hilfe von Telemachos und wenigen Getreuen getötet.
Nach einer späteren abweichenden Sagenversion soll Antinoos Penelope erfolgreich verführt haben, weshalb Odysseus seine Gattin zu ihrem Vater Ikarios heimgeschickt habe.